# Giả Chương Kha
Giả Chương Kha (tiếng Trung: 贾樟柯; bính âm: Jiǎ Zhāngkē, sinh ngày 24 năm 1970) là một đạo diễn kiêm biên kịch phim người Trung Quốc. Ông được coi là một trong những đại diện tiêu biểu của thế hệ các nhà làm phim thứ sáu ở Trung Quốc. Năm 2006 ông giành giải Sư tử vàng tạiLiên Hoan Phim Venice cho phim Người tốt ở đập Tam Hiệp. Năm 2010, ông được vinh danh tại Liên Hoan Phim Quốc tế Toronto là “Đạo diễn xuất sắc” toàn cầu thập niên đầu của thế kỷ 21.

## Sự nghiệp
Giả Chương Kha sinh ra ở Phần Dương, tỉnh Sơn Tây, Trung Quốc, ông bắt đầu quan tâm đến điện ảnh vào đầu những năm 1990 sau khi gợi được cảm hứng làm phim nhờ tác phẩm Hoàng thổ địa của đạo diễn Trần Khải Ca. Năm 1993 ông gia nhập Học viện Điện ảnh Bắc Kinh chuyên ngành lý thuyết điện ảnh.
Sau khi tốt nghiệp thay vì sản xuất phim cho chính phủ Trung Quốc, ông đã tự mình thực hiện ba bộ phim đầu tiên và đạt được thành công vang dội trong "thế giới ngầm", bộ phim điện ảnh đầu tiên của ông tên Tiểu Vũ kể về một tên móc tại Phần Dương quê hương của ông, bộ phim đã bị cộng đồng làm lơ nhưng lại được đánh giá cao bởi những nhà trí thức bởi tính trung thực của nó đem tới. Bộ phim được chiếu trong hạng mục không cạnh tranh tại Liên hoan phim Quốc tế Berlin lần thứ 48. Bắt đầu từ năm 2004, với bộ phim Thế Giới, Giả Chương Kha có được sự chấp thuận chính thức từ chính phủ Trung Quốc, nhưng tính hợp pháp này không thể xóa nhòa những phê phán và định kiến đối với ông. Tác phẩm của ông thường đề cập đến những chủ đề bức bối của xã hội Trung Quốc bấy giờ, đặc biệt những người trẻ bị áp bức ở tận cùng xã hội. Năm 2006 ông giành giải Sư tử vàng tại Liên Hoan Phim Venice cho phim Still Life (Người tốt ở đập Tam Hiệp). Các tác phẩm sau đó của ông như Chuyện 24 Thành Phố (2008), Chạm vào tội ác (2013), Sơn Hà Cố Nhân (2015),.. đều đạt được nhiều thành công cao tại các giải thưởng lớn trên thế giới.

## Tác phẩm

### Đạo diễn

#### Phim điện ảnh
| Năm  | Tựa đề tiếng Anh         | Tựa đề tiếng Trung | Thời lượng | Ghi chú |
| ---- | ------------------------ | ------------------ | ---------- | ------- |
| 1995 | Núi nhỏ về nhà           | 小山回家           | 59 phút    |         |
| 1997 | Tiểu Vũ                  | 小武               | 108 phút   |         |
| 2000 | Trạm đài                 | 站台               | 154 phút   |         |
| 2002 | Nhậm Tiêu Dao            | 任逍遥             | 112 phút   |         |
| 2004 | Thế giới                 | 世界               | 143 phút   |         |
| 2006 | Người tốt ở đập Tam Hiệp | 三峡好人           | 111 phút   |         |
| 2008 | Chuyện 24 Thành Phố      | 二十四城记         | 112 phút   |         |
| 2013 | Chạm vào tội ác          | 天注定             | 133 phút   |         |
| 2015 | Sơn hà cố nhân           | 山河故人           | 131 phút   |         |
| 2018 | Giang hồ nhi nữ          | 江湖儿女           | 150 phút   |         |

#### Phim tài liệu
| Năm  | Tựa đề tiếng Anh             | Tựa đề tiếng Trung | Thời lượng | Ghi chú |
| ---- | ---------------------------- | ------------------ | ---------- | ------- |
| 2006 | Đông                         | 东                 | 66 phút    |         |
| 2007 | Vô dụng                      | 无用               | 80 phút    |         |
| 2010 | I Wish I Knew                | 海上传奇           | 125 phút   |         |
| 2020 | Bơi đi tới khi biển hóa xanh | 一直游到海水变蓝   | 111 phút   |         |

#### Phim ngắn
| Năm  | Tựa đề tiếng Anh          | Tựa đề tiếng Trung | Thời lượng     | Ghi chú                                                   |
| ---- | ------------------------- | ------------------ | -------------- | --------------------------------------------------------- |
| 1994 | Có một ngày, tại Bắc Kinh | 有一天，在北京     |                | Tác phẩm khi còn là sinh viên.                            |
| 1996 | Đô Đô                     | 嘟嘟               |                | Tác phẩm khi còn là sinh viên.                            |
| 2001 | Nơi công cộng             | 公共场所           | 30 phút        | Phim tài liệu                                             |
| 2001 | The Condition of Dogs     | 狗的状况           | 6 phút         | Phim tài liệu                                             |
| 2007 | Mười năm của chúng tôi    | 我们的十年         | 9 phút         |                                                           |
| 2008 | Trên sông tình yêu        | 河上的爱情         | 19 phút        |                                                           |
| 2008 | Black Breakfast           | N/A                | 3 phút         | Phim tài liệu phân đoạn trong Stories on Human Rights.    |
| 2009 | Remembrance               | 十年               | 12 phút        | Phim tài liệu                                             |
| 2011 | Cao Fei                   |                    | 4 phút         | Phim tài liệu phân đoạn trong Yulu.                       |
| 2011 | Pan Shiyi                 |                    | 3 phút         | Phim tài liệu phân đoạn trong Yulu.                       |
| 2011 | unPhimd short             |                    | 3 phút         | Phim tài liệu phân đoạn trong 3.11 Sense of Home.         |
| 2013 | unPhimd short             |                    | 2 phút         | Phim tài liệu phân đoạn trong Venice 70: Future Reloaded. |
| 2015 | Người tại Mai Đồ          | 人在霾途           | 7 phút         |                                                           |
| 2016 | The Hedonists             |                    | 25 phút        |                                                           |
| 2017 | Phùng xuân                | 逢春               | 18 phút        | Phân đoạn trong Where Has Time Gone?.                     |
| 2019 | The Bucket                |                    | 5 phút 30 giây |                                                           |

### Diễn viên
| Năm  | Phim                   | Vai diễn                         |
| ---- | ---------------------- | -------------------------------- |
| 2002 | Overloaded Peking      | Bản thân                         |
| 2002 | Unknown Pleasures      | Người đàn ông hát trên đường phố |
| 2003 | My Camera Does Not Lie | Bản thân                         |
| 2006 | Karmic Mahjong         | Kẻ phá đám                       |
| 2014 | The Continent          | Khách mời                        |

### Nhà sản xuất
| Năm  | Phim                     | Ghi chú                |
| ---- | ------------------------ | ---------------------- |
| 2003 | All Tomorrow's Parties   |                        |
| 2006 | Walking on the Wild Side |                        |
| 2008 | Plastic City             |                        |
| 2011 | Mr. Tree                 | Nhà điều hành sản xuất |
| 2012 | Memories Look at Me      |                        |
| 2012 | Fidaï                    | Phim tài liệu          |
| 2013 | Forgetting to Know You   |                        |
| 2015 | K                        |                        |
| 2016 | Life After Life          |                        |
| 2017 | One Night on the Wharf   |                        |
| 2018 | Dead Pigs                |                        |
| 2018 | Half the Sky             | Nhà điều hành sản xuất |
| 2019 | Number One               |                        |
| 2020 | The Calming              |                        |
| 2020 | Tracing Her Shadow       | Nhà điều hành sản xuất |
| 2020 | The Best Is Yet to Come  | Nhà điều hành sản xuất |
| 2020 | A Song for You           | Nhà điều hành sản xuất |
| 2021 | Tomorrow Will Be Fine    | Nhà điều hành sản xuất |
| 2021 | Memoria                  | Đồng sản xuất          |
| 2021 | White Building           | Đồng sản xuất          |

## Giải thưởng

### Liên hoan phim Cannes
| Năm  | Lễ trao giải                                                      | Phim                | Kết quả   |
| ---- | ----------------------------------------------------------------- | ------------------- | --------- |
| 2018 | Liên Hoan Phim Cannes lần thứ 71 - Cành cọ vàng                   | Giang hồ nhi nữ     | Đề cử     |
| 2015 | Liên Hoan Phim Cannes lần thứ 68 - Cành cọ vàng                   | Sơn hà cố nhân      | Đề cử     |
| 2015 | Liên Hoan Phim Cannes lần thứ 68 - Giải thưởng Thành tựu trọn đời |                     | Đoạt giải |
| 2013 | Liên Hoan Phim Cannes lần thứ 66 - Giải cho kịch bản hay nhất     | Chạm vào tội ác     | Đoạt giải |
| 2013 | Liên Hoan Phim Cannes lần thứ 66 - Cành cọ vàng                   | Chạm vào tội ác     | Đề cử     |
| 2008 | Liên Hoan Phim Cannes lần thứ 61 - Cành cọ vàng                   | Chuyện 24 Thành Phố | Đề cử     |
| 2002 | Liên Hoan Phim Cannes lần thứ 55 - Cành cọ vàng                   | Nhậm Tiêu Dao       | Đề cử     |

### Liên hoan phim Venice
| Năm  | Lễ trao giải                                                                   | Phim                     | Kết quả   |
| ---- | ------------------------------------------------------------------------------ | ------------------------ | --------- |
| 2007 | Liên hoan phim Quốc tế Venice lần thứ 64 - Giải Sư tử vàng cho phim tài liệu   | Vô dụng                  | Đoạt giải |
| 2006 | Liên hoan phim Quốc tế Venice lần thứ 63 - Giải Sư tử vàng                     | Người tốt ở đập Tam Hiệp | Đoạt giải |
| 2006 | Liên hoan phim Quốc tế Venice lần thứ 63                                       | Đông                     | Đoạt giải |
| 2006 | Liên hoan phim Quốc tế Venice lần thứ 63 - Doc/It Award                        | Đông                     | Đoạt giải |
| 2004 | Liên hoan phim Quốc tế Venice lần thứ 61 - Giải Sư tử vàng                     | Thế giới                 | Đề cử     |
| 2000 | Liên hoan phim quốc tế Venice lần thứ 57 - Giải Liên minh xúc tiến phim châu Á | Trạm đài                 | Đoạt giải |
| 2000 | Liên hoan phim Quốc tế Venice lần thứ 57 - Giải Sư tử vàng                     | Trạm đài                 | Đề cử     |

### Liên hoan phim Berlin
| Năm  | Lễ trao giải                                                                   | Phim                         | Kết quả                   |
| ---- | ------------------------------------------------------------------------------ | ---------------------------- | ------------------------- |
| 2020 | Liên hoan phim Quốc tế Berlin lần thứ 70                                       | Bơi đi tới khi biển hóa xanh | Hạng mục không cạnh tranh |
| 1998 | Liên hoan phim quốc tế Berlin lần thứ 48 - Giải Liên minh xúc tiến phim châu Á | Tiểu Vũ                      | Đoạt giải                 |
| 1998 | Liên hoan phim quốc tế Berlin lần thứ 48 - Wolfgang staudte silver lion        | Tiểu Vũ                      | Đoạt giải                 |